# Construccions de pedra seca XIII (l'Albi)
Les Construccions de pedra seca XIII és una obra de l'Albi (Garrigues) inclosa a l'Inventari del Patrimoni Arquitectònic de Catalunya.

## Descripció
Cabana de pastor utilitzada com a aixopluc ocasional i encarada cap al sud. Feta de grans pedres locals sense desbastar i sense cap tipus d'argamassa entre elles. La forma interior és cònica, per aquest motiu els laterals de la cabana són molt gruixuts, ja que funcionen com a contraforts. La peculiartitat de l'habitacle és la seva coberta, una falsa cúpula feta per aproximació de filades.
A l'interior hi ha una menjadora pels animals, una llar de foc i un altell que es feia servir com a dormitori del pagès. Actualment està en estat ruinós, ja que ha patit diverses esllavissades.